# بحيرة واكاتيبو
بحيرة واكاتيبو هي خندق واحد، منحوتة بين الجبال وتحدها من كل جانب الجبال طويل القامة، وأعلى جبل يحدها هو جبل Earnslaw بارتفاع (2819 مترا). تتميز بتصاعد وهبوط المياه حوالي 10 سنتيمترا كل 25 دقيقة أو نحو ذلك. وأسطورة الماورى ترجع هذه الظاهرة الغريبة إلى أن هناك وحش ضغم يسمى ماتاو يعيش أسفل هذه البحيرة.

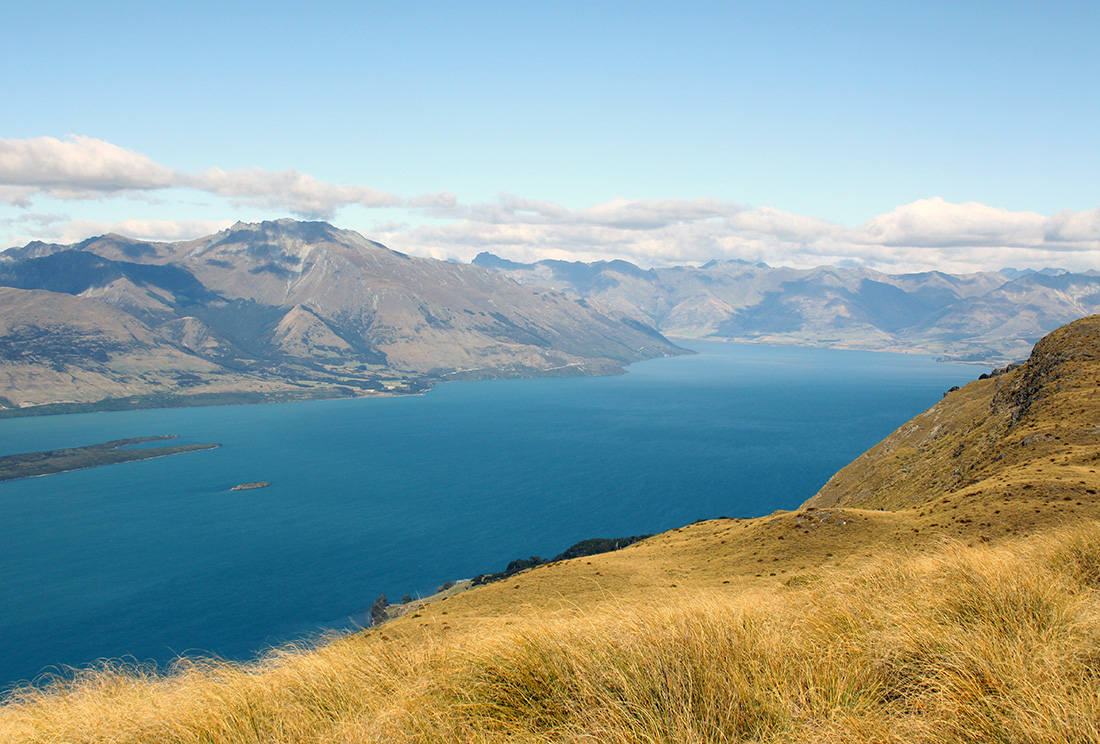
بحيرة واكاتيبو)

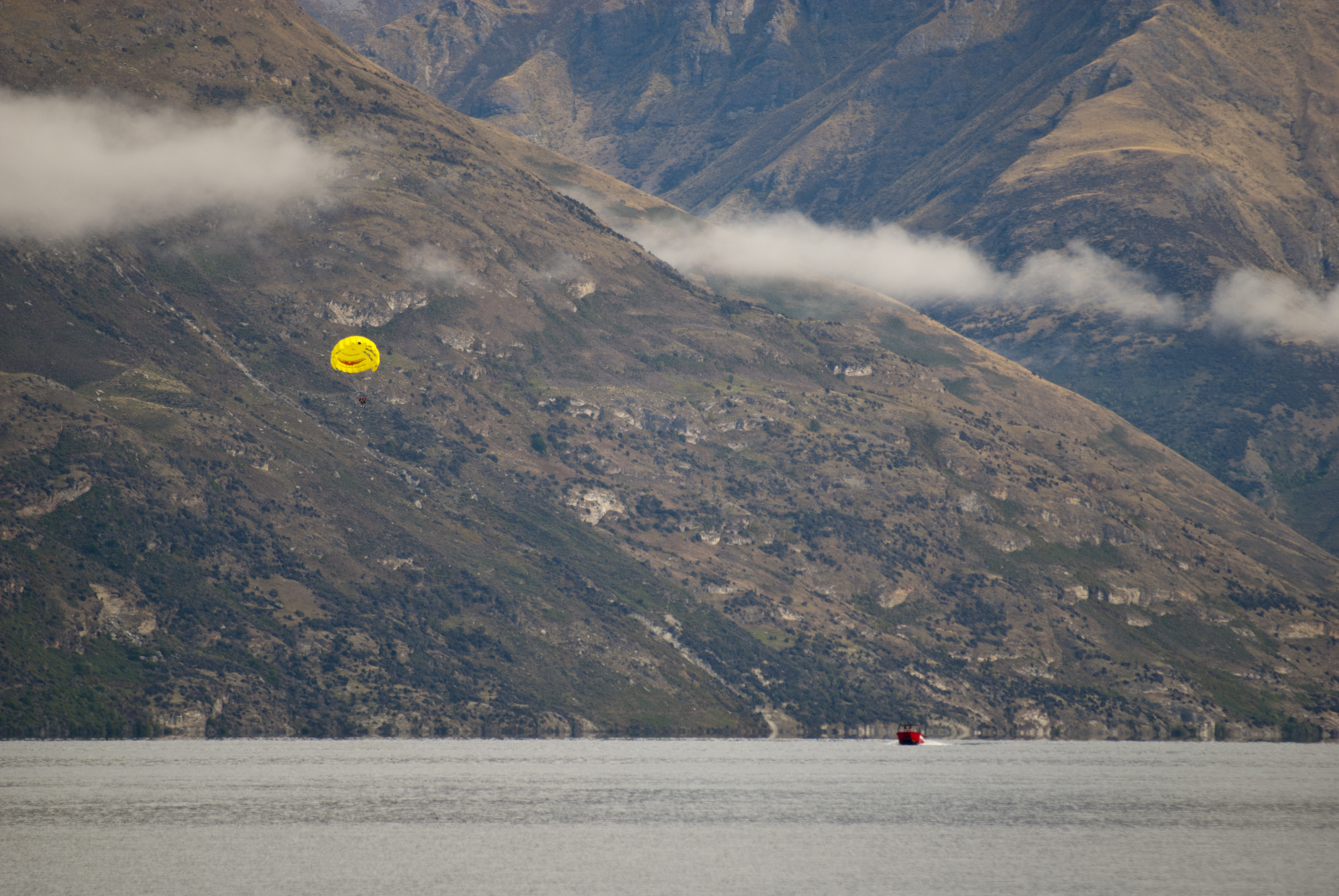
بحيرة واكاتيبو (5862620685)

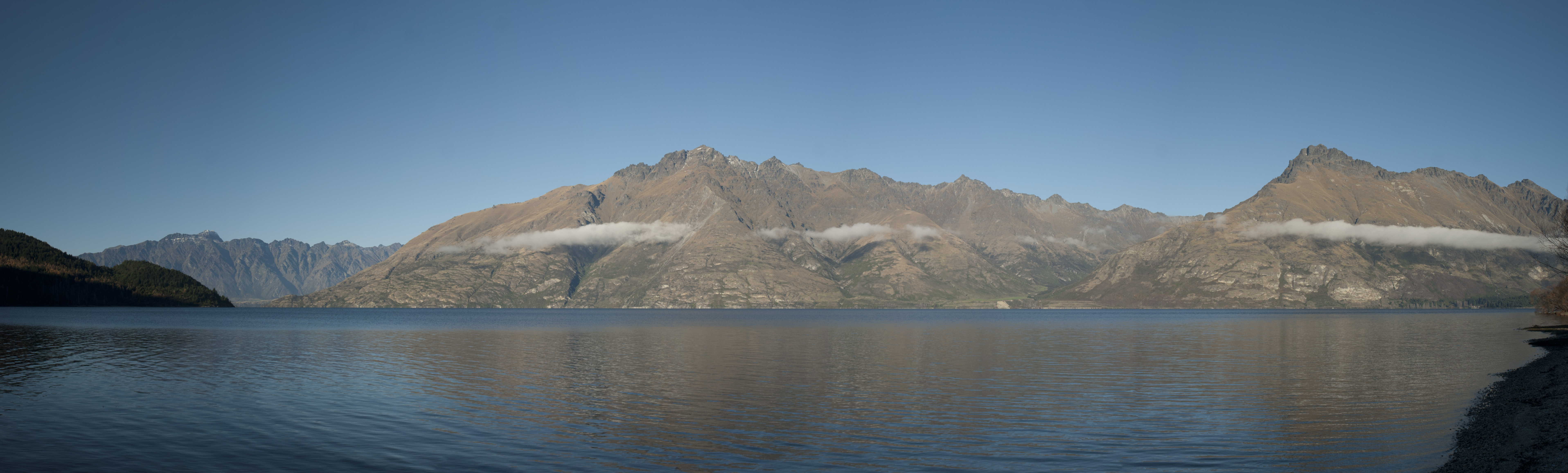
بحيرة واكاتيبو (5862588509)